# Лянцкоронские
Лянцкоронские (пол. Lanckoroński) — польский графский и дворянский род, герба Задора.
Род Лянцкоронских внесен в родословные книги дворян Царства Польского.

## Известные представители
Один Лянцкоронский был епископом каменецким († в 1677 г.), многие — воеводами и каштелянами.
- Лянцкоронский, Станислав:[править]  -  Станислав Лянцкоронский (? — 1489) — маршалок надворный коронный, дипломатический и военный деятель Королевства Польского.
  -  Станислав Лянцкоронский (около 1465 — ум. до 21 октября 1535) — государственный деятель Королевства Польского XV—XVI века, сандомирский подчаший, маршалок надворный коронный (1503—1504), генеральный староста каменецкий, староста скальский), подольский, воевода сандомирский.
  -  Станислав Лянцкоронский (1590—1657) — гетман польный коронный Речи Посполитой, брацлавский и русский воевода.
- Предслав Лянцкоронский (1489(?)—1531) — гетман запорожских казаков, староста хмельницкий, славный рыцарь кресовый.
- Кшиштоф Лянцкоронский (ум. 1591) — каштелян малогощский и радомский
- Мацей Лянцкоронский (1723—1789) — стольник подольский (1752—1762), каштелян киевский (1762—1772), воевода брацлавский (1772—1789)
- Николай Лянцкоронский (ум. 1462) — маршалок великий коронный (1440—1462)
- Збигнев Лянцкоронский (ок. 1360—1425) — маршалок великий коронный (1399—1425), староста краковский (1409—1410)
- Самуил Лянцкоронский (ум. 1638) — каштелян вислицкий, сондецкий и малогощский
- Францишек Лянцкоронский (ок. 1655—1716) — воевода краковский (1706—1709)
- Веспасиан Лянцкоронский (1612—1677), епископ каменецкий (1670—1677), секретарь королевский
- Збигнев Ян Лянцкоронский (ок. 1610—1678) — секретарь королевский, пробст водзиславский, малогощский и сендзишувский, каноник познанский, краковский и плоцкий
- Кароль Лянцкоронский (1848—1933) — польский аристократ, искусствовед и коллекционер, член Польской академии знаний и рыцарь Малтийского ордена.